# Nizamettin
Nizamettin ist ein türkischer männlicher Vorname arabischer Herkunft mit der Bedeutung „Ein Mann, der die Gebote der Religion achtet“.

## Herkunft und Bedeutung
Der Name ist abgeleitet von arab. nizam oder nezam (arabisch نظام, niẓām) mit der Bedeutung „Ordnung“, „Gebot“.

## Bekannte Namensträger
- Nizamettin Ariç (* 1956), türkisch-kurdischer Sänger und Filmregisseur
- Nizamettin Ayaşlı, türkischer Diplomat im 20. Jahrhundert
- Nizamettin Çalışkan (* 1987), deutsch-türkischer Fußballspieler